# Millet Caddesi
Millet Caddesi, ufficialmente Turgut Özal Bulvarı, è una strada del distretto di Fatih di Istanbul. Essa è lunga 2,75 km e si estende fra Piazza Aksaray, presso la Moschea di Pertevniyal Valide Sultan, e le Mura bizantine, dividendo il quartiere in due. La strada è stata intitolata al defunto primo ministro Turgut Özal. Il tram T1 Bağcılar-Kabataş e molti autobus della IETT passano per la strada.